# 雲林縣私立義峰高級中學
義峰學校財團法人雲林縣義峰高級中學（英語：Yi-Feng High School），簡稱義峰高中，是一所位於雲林縣林內鄉的私立技術型高級中學，創立於1999年，創辦人為張天來先生，現任董事長為陳瓊珠女士，現任校長為張菁惠女士。

## 校史
- 1998年7月，申請設校，校名為雲林縣私立義峰高級中學。創校校長李瑞忠先生。
- 1999年6月籌組董事會，由李和順先生擔任董事長。
  - 11月30日，奉教育部核准立案。設日間：普通科、美容美髮科、餐飲管理科共八班，進修學校三科共六班。
- 2000年：由張天來董事長接辦。餐飲管理科與美容科開始招生。八千坪大草皮及樹蔭大道工程完工。
- 2001年：教學大樓開工；教育部核准招生。
  - 日間部五科：普通科、餐飲管理科、美容科、商業經營科、資料處理科。
  - 進修學校：普通科、餐飲管理科、美容科、商業經營科。
- 2002年行政會議通過11月30日為校慶日。
  - 11月由余國樑先生擔任校長。
  - 設立美容丙級、美髮丙級、中餐丙級檢定考場。
- 2003年增設普通科2班，停辦美容科。增建電腦教室一間。8月成立義峰棒球隊，12月辦理校慶活動。
  - 11月辦理第一次勞委會全國技術士中餐丙級證照考試、TQC中文輸入檢定，全國中等學校木球錦標賽。
- 2004年增設餐飲技術科（實用技能班）。增建電腦教室一間、棒球場。
  - 11月辦理建校5周年全校運動大會。
  - 12月辦理勞委會中餐烹飪丙級技術士證照檢定測驗。
- 2005年增設應用外語科。設置歷史人物雕像與簡介151尊，六樓實驗室，四樓教室隔間。
  - 10月：全國運動大會在義峰設置選手村。
- 2006年增設觀光事業科。設置守望相助亭、400公尺紅磚粉操場，活動中心。
  - 辦理林內鄉鄉長盃暨會長盃木球錦標賽。
- 2007年設置藝術雕藝品142尊、教學大樓五樓教室、擴充電腦設備。
  - 10月辦理林內鄉教育會漆彈聯誼活動。
- 2008年完成禮堂建築、體適能場地、電腦教室一間。
- 2009年停辦普通科，恢復招收美容科。
  - 設置中西餐教室、停車場、孔子石雕像、十二生肖、藝術石雕、水往上流工程。
- 2011年招生多媒體動畫科（雲嘉第一）。
- 2011年4月，更名義峰學校財團法人雲林縣義峰高級中學。
- 2016年美容科改設時尚造型科。
- 2017年資料處理科改設電子商務科。
- 2021年核准增設美容造型科、照顧服務科（雲林縣第一）。
  - 3月雲林縣辦理全國中等學校運動會[1]，義峰高中承辦木球比賽
  - 張芮恩為雲林縣奪下首面金牌 [2]，蕭瑋棋奪下第10面金牌，以３金３銀４銅，獎牌數與獲獎總數皆為雲林縣第一。
- 2022年核准增設照顧服務科建教班、照顧服務科國中技藝班。
  - 核准設立照顧服務員單一級考場，舉辦全國技術士檢定。

## 歷屆校長[3]
| 任別     | 任職時間        | 姓名   | 備註 |
| -------- | --------------- | ------ | ---- |
| 創校校長 | 1999.08~2000.03 | 李瑞忠 |      |
| 第 一 任 | 2000.07~2001.08 | 蔡輝雄 |      |
| 第 二 任 | 2001.08~2002.01 | 莊展桂 | 代理 |
| 第 三 任 | 2002.02~2002.07 | 陳永騰 |      |
| 第 四 任 | 2002.08~2003.01 | 莊展桂 | 代理 |
| 第 五 任 | 2003.02~2011.07 | 余國樑 |      |
| 第 六 任 | 2011.08~2019.07 | 王安順 |      |
| 第 七 任 | 2019.08~迄今    | 張菁惠 |      |

## 榮譽會長
| 序號 | 任職時間          | 姓名   | 備註         |
| ---- | ----------------- | ------ | ------------ |
| 1.   | 90學年度          | 蔡松樺 |              |
| 2.   | 91學年度          | 陳鴻章 |              |
| 3.   | 92.93學年度       | 郭復典 |              |
| 4.   | 94學年度          | 劉誌慶 |              |
| 5.   | 95學年度          | 林永和 |              |
| 6.   | 96學年度          | 蘇信源 |              |
| 7.   | 97學年度          | 陳瑞熙 |              |
| 8.   | 98學年度          | 李家欽 |              |
| 9.   | 99學年度          | 張和賢 |              |
| 10.  | 100學年度         | 溫德榮 |              |
| 11.  | 101學年度         | 丁國芳 |              |
| 12.  | 102學年度         | 黃愛珍 |              |
| 13.  | 103.104.106學年度 | 莊鎮發 |              |
| 14.  | 105學年度         | 簡淑媛 |              |
| 15.  | 107學年度         | 丁國芳 |              |
| 16.  | 108.109學年度     | 林明利 |              |
| 17.  | 110.111學年度     | 張鎮惟 |              |
| 18.  | 112學年度～迄今   | 王淑惠 | 現任家長會長 |

## 行政單位
| 處 室  | 主 任  | 組長、行政人員                                                                        |
| ------ | ------ | ------------------------------------------------------------------------------------- |
| 教務處 | 王哲駿 | 註冊組長：蔡孟穎。教學組長：陳婉瑜。設備組：林孟瑤。幹事：賴紀吟                      |
| 學務處 | 張世杰 | 訓育組長：何秀敏。體衛組長：蔡堡樺。生輔書記：薛淳元。伙食：李詠諄。                  |
| 教官室 | 楊明龍 |                                                                                       |
|        | 教練團 | 籃球-林建輝。木球-張世杰、蔡堡樺。舞蹈校隊-何秀敏。跆拳道-朱建安。漆彈隊-楊明龍。     |
| 輔導室 | 王哲駿 | 輔導組長：莊惠智。行政助理：蔡艷枝、葉雨函。                                          |
| 實習處 | 林建輝 | 實習組：林采縈。建教組：余孟儒。助理：林柏瑋、廖苡蓁。                                |
|        | 科主任 | 多媒體動畫科：陳品全。 時尚造型科：涂惠文。 電子商務科：林孟瑤。 餐飲管理科：許宇呈。 |
| 總務處 | 林慧文 | 出納組長：陳利如。庶務組長：張丞維。                                                  |
| 會計室 | 張玉玫 |                                                                                       |
| 人事室 | 厲秀忠 | 文書作業                                                                              |

## 教學單位
| 群別（統測代碼） 科別 | 商業與管理群(09) 電子商務科 | 藝術群影視類(20) 多媒體動畫科 | 餐旅群(17) 餐飲管理科 | 家政群 - 生活應用(13) 時尚造型科 | 家政群 - 幼保類(12) 照顧服務科 (建教班) | 實用技能班 餐飲技術科 美容造型科 |
| --------------------- | --------------------------- | ----------------------------- | --------------------- | -------------------------------- | --------------------------------------- | -------------------------------- |

## 校園活動
| 月 份  | 活 動                                                              |
| ------ | ------------------------------------------------------------------ |
| 九 月  | 教師節感恩活動、幹部訓練、教室布置比賽、新生健康檢查               |
| 十 月  | 班親會、班際拔河、捐血活動、重陽敬老活動、校外教學、即測即評(Ⅲ梯） |
| 十一月 | 校慶週、軍歌比賽、拉拉舞比賽、全國技藝競賽-家事類/商業類、商教英檢 |
| 十二月 | 義峰好聲音(海選/決賽)、秋季縣長盃、畢業照                          |
| 元 月  | 國中技藝競賽、電腦軟體乙級考試、印前製程乙級考試                   |
| 二 月  | 高三證照抵學分、轉學考、春季縣長盃                                 |
| 三 月  | 班際球賽、大學升學博覽會、幹部訓練                                 |
| 四 月  | 中麵乙級考試、學生打靶、金榜祈福活動、即測即評(Ⅰ梯)                |
| 五 月  | 母親節感恩活動、園遊會、畢業成果展                                 |
| 六 月  | 畢業典禮、校內語文競賽、即測即評(Ⅱ梯)                              |
| 七八月 | 新生訓練、建教班基礎訓練、轉學考                                   |

## 校園特色

### 廣闊校園
- 義峰校地廣達十二公頃，校園廣闢籃球場三座、排球場室外兩座、室內一座、及網球場、棒球場、滾球場，校內種植草皮4,500坪，種植近4,000棵各式樹木，綠樹成蔭。

### 特色建築
- 守望相助亭：校內設有守望相助亭，內奉觀音菩薩、關聖帝君、媽祖娘娘、土地公等，守護校園。
- 水往上流：流水從20公分的水平位置，一路蜿蜒而上，最後在水平位置157公分處傾瀉而下；形成這道長約300公尺、高低落差約137公分的「水往上流」造景。

### 特色活動課程
- 漆彈場：雲林縣高中職唯一漆彈比賽場地，承辦雲林縣長盃等多項漆彈比賽。
- 空氣槍：校內設有空氣槍10公尺標準場地，供校內外同學練習，學校射擊隊獲獎連連。
- 攀岩場：學生進行攀岩時手腳並用，得以訓練手眼協調能力，引導學生創造突破的開始。
- 滾球場：球場為6公尺x2公尺大小，包含區分為六個區塊的投擲區。
- 木球場：場地廣闊，為標準木球比賽場地，承辦多項木球比賽與木球教練講習。

### 人/物石雕
- 歷史人物：中國歷代人物石雕計151座
  - 起自炎帝、黃帝，終至孫中山、蔣介石、毛澤東，其中包含歷代皇帝、知名學者、英雄偉大人物...等。
  - 雕像下刻有人物簡介、歷史定位、後代評價。
- 歐式人文藝術石雕：姿態萬千的歐式石雕數量多達310座，使校園美輪美奐，充滿藝術氣息。
- 十二生肖：中國古代神話代表十二生肖羅列圍牆側，配合對應之十二地支，栩栩如生。
- 至聖先師孔子像：豎立於校園入口處旁，位於學校中心線的操場前端，高度超過十一公尺，是全國最高最大的孔子像。高三公尺多的基台底座，兩旁略述孔子簡史及名言。

## 外部連結
- 義峰高級中學（繁體中文）
- 義峰高中粉絲專頁（繁體中文）